# Brandon Workman
Brandon Workman (né le 13 août 1988 à Bowie, Texas, États-Unis) est un lanceur droitier des Ligues majeures de baseball.

## Carrière
Brandon Workman est un choix de troisième ronde des Phillies de Philadelphie en 2007 mais il ne signe pas avec le club et s'engage chez les Longhorns de l'Université du Texas à Austin. Il est par la suite réclamé par les Red Sox de Boston au deuxième tour de sélection du repêchage amateur de 2010.
Un lanceur partant dans les ligues mineures, Workman fait ses débuts dans le baseball majeur comme lanceur de relève avec Boston le 10 juillet 2013 contre les Mariners de Seattle. Le 14 juillet suivant, il est le partant des Red Sox face aux Athletics d'Oakland et n'accorde son premier coup sûr du match qu'au premier frappeur de la septième manche.